# Giovanni Castellucci
Giovanni Castellucci (Senigallia, 23 luglio 1959) è un ex dirigente d'azienda italiano.
È stato amministratore delegato di diverse importanti società, tra cui Barilla e Atlantia.

## Biografia
Giovanni Castellucci nasce a Senigallia (AN) nel 1959 e si laurea in Ingegneria Meccanica all'Università di Firenze. Consegue il Master in Business Administration presso la School of Management dell’Università Bocconi di Milano. Dal 1988 al 1999 lavora in Boston Consulting Group (BCG), presso le sedi di Parigi e di Milano, diventando Partner e responsabile dell'Italian Customer Service e Pharma Practices. 
Nel gennaio del 2000 diventa amministratore delegato del Gruppo Barilla. Nel giugno 2001 entra nel Gruppo Autostrade come direttore generale. Da aprile 2005 fino al 2019 assume la carica di amministratore delegato della società Autostrade per l'Italia e al contempo di Atlantia. Da novembre 2013 è inoltre consigliere di amministrazione di Aeroporti di Roma.
Il 17 settembre 2019, a più di un anno dal crollo del ponte Morandi a Genova, si dimette dalla carica di amministratore delegato di Atlantia ricevendo una buona uscita di oltre 13 milioni di euro ai quali saranno aggiunte le competenze di fine rapporto, a fronte della risoluzione consensuale del rapporto di lavoro. Due mesi e mezzo più tardi, il 13 dicembre 2019, Atlantia annuncia la sospensione della buonuscita, a causa di nuovi elementi emersi durante le indagini sul crollo del Ponte Morandi e a seguito delle indagini della magistratura che hanno coinvolto l'ex amministratore, tra cui anche l'incidente del viadotto Acqualonga.
Nell'agosto 2020 Castellucci si mette in proprio aprendo una società di consulenza, Heba Partners, insieme alla moglie e a una figlia.

## Procedimenti giudiziari
L'11 novembre 2020 è posto agli arresti domiciliari su disposizione della Procura della Repubblica di Genova per attentato alla sicurezza dei trasporti e frode in pubbliche forniture in relazione all'indagine sulle barriere fonoassorbenti "integautos". Il 3 dicembre 2020 il Tribunale del Riesame revoca gli arresti sostituendoli con una misura interdittiva, ma facendo rilevare nel dispositivo che da parte di Castellucci "emerge un quadro di totale mancanza di scrupoli per la vita e l'integrità degli utenti".
Nell'ambito dei procedimenti giudiziari attinenti al crollo del Ponte Morandi il 25 giugno 2021 la Procura della Repubblica di Genova, al termine delle indagini, ha chiesto il processo per Castellucci, assieme ad altre 67 persone, e 2 società, con le imputazioni di omicidio colposo plurimo, attentato alla sicurezza dei trasporti, crollo doloso, falso, omicidio stradale.
A settembre del 2023 durante la sentenza di secondo grado, dopo esser stato assolto nel 2019 durante la sentenza di primo grado, è stato condannato a sei anni a seguito delle richieste dei familiari delle vittime durante il grave incidente del viadotto Acqualonga, in quanto comunque responsabile della società che gestiva l'infrastruttura in quel periodo.

## Carriera

### Boston Consulting Group
La sua prima importante esperienza professionale inizia in Boston Consulting Group, dove lavora dal 1988 al 1999 come consulente, Case Leader e Manager, presso le sedi di Parigi e di Milano. Nel 1994, a 34 anni, diventa Partner del Gruppo e Responsabile dell’Italian Consumer Services e Pharma Practices.

### Barilla
Nel 2000 diventa Amministratore delegato del gruppo Barilla. Durante la sua gestione, Barilla conosce un aumento di fatturato del 9% (meno di 3,000 miliardi di fatturato), con una penetrazione nel mercato USA del 12%. La società diventa così il principale produttore di pasta degli Stati Uniti, superando il concorrente americano Hershey Food.

### Autostrade per l'Italia
Nel giugno 2001 entra nel Gruppo Autostrade come Direttore Generale. Da aprile 2005 a gennaio 2019 ricopre anche la carica di Amministratore delegato della società Autostrade per l'Italia. Attualmente, con un piano di investimenti in corso di oltre 23 miliardi di euro e circa 1100 km di opere di potenziamento della rete realizzate, Autostrade per l'Italia è il principale investitore privato in infrastrutture del Paese. Negli ultimi anni, sotto la guida di Castellucci, sono state completate e aperte al traffico una serie di infrastrutture strategiche. Tra queste la Variante di Valico (il raddoppio del tratto appenninico dell’A1 tra Firenze e Bologna) che è stata realizzata dopo 33 anni dall'inizio del progetto, per un totale di 59 km di corsie. Per la tragedia avvenuta nel luglio del 2013 sull'autostrada A16 in cui morirono 40 persone, quando un bus senza revisione e con i freni rotti cadde da un viadotto, sfondando i guard rail di protezione, è stato rinviato a giudizio con l'accusa di concorso in omicidio colposo plurimo e disastro colposo. L'accusa ha chiesto dieci anni. L’11 gennaio del 2019 in primo grado è stato assolto dal Tribunale di Avellino e nel 2023 in secondo grado fu invece condannato a sei anni.
A settembre 2018, a seguito del crollo del Ponte Morandi di Genova, avvenuto il 14 agosto dello stesso anno, Castellucci ha ricevuto un avviso di garanzia, insieme a circa altri 20 indagati di Autostrade per l'Italia, del Ministero delle Infrastrutture e Trasporti e del Provveditorato alle Opere Pubbliche della Liguria.

### Atlantia e l’operazione Abertis
Nell’aprile 2006 Castellucci assume anche il ruolo di Amministratore delegato del Gruppo Autostrade, che si trasforma in Atlantia. Nei successivi dieci anni, il gruppo diventa uno dei principali player a livello mondiale nel campo delle infrastrutture, alla pari di Vinci e Abertis.
Oggi Atlantia gestisce, oltre a 3000 chilometri di rete autostradale in Italia, oltre 2000 km di autostrade a pedaggio in Brasile, Cile, India e Polonia. Inoltre del gruppo Atlantia fanno parte Aeroporti di Roma, che gestisce l’hub internazionale di Roma Fiumicino e il city airport di Roma Ciampino, e gli aeroporti della Costa Azzurra (Nizza, Cannes-Mandelieu e Saint Tropez). A marzo 2018, inoltre il Gruppo Atlantia è entrato nel capitale di Eurotunnel con una quota del 15,49%. Dal 2012, sotto la cura di Atlantia, l’aeroporto Leonardo da Vinci di Fiumicino ha migliorato costantemente la qualità dei propri servizi fino a diventare l’hub più apprezzato dai passeggeri in Europa e nelle Americhe, secondo le rilevazioni ufficiali di Airport Council International. L’operazione più recente gestita da Castellucci è l’acquisizione del colosso infrastrutturale spagnolo Abertis, poi consolidato nel bilancio di Atlantia, a seguito di un accordo con ACS e Hochtief. Atlantia è diventato in questo modo il più grande operatore mondiale nel settore delle infrastrutture di trasporto.

## Vita privata
Castellucci è sposato e ha due figli. Ha fatto parte della nazionale giovanile di vela e a 18 anni ha fondato con due amici a Senigallia una veleria, la Challenger Sails, ancora oggi attiva sul mercato internazionale. È stato presidente della Fondazione Pio Sodalizio dei Piceni, che ha sede a Roma.

## Onorificenze
Nel 2016 è stato insignito della Legione d’Onore dal Governo francese.
Nel 2009 l'associazione Alumni Master SDA Bocconi gli ha assegnato il riconoscimento Master of Masters.